# Glenn Hartranft
Samuel Glenn "Tiny" Hartranft, född 3 december 1901 i Aberdeen, South Dakota, död 12 augusti 1970, var en amerikansk friidrottare.
Hartranft blev olympisk silvermedaljör i kulstötning vid sommarspelen 1924 i Paris.